# Medical Physics
Medical Physics es una revista científica revisada por pares que cubre la investigación sobre física médica . El primer número se publicó en enero de 1974. Medical Physics es la revista oficial de la Asociación Estadounidense de Físicos en Medicina , la Organización Canadiense de Físicos Médicos, el Colegio Canadiense de Físicos en Medicina y la Organización Internacional de Física Médica .
Actualmente (2021) el editor en jefe es John M. Boone

## Resumen e indexación
Medical Physics   está indexada en:
- Servicio de Resúmenes Químicos
- Index Medicus / MEDLINE / PubMed [2]